# Oskarshamns teater

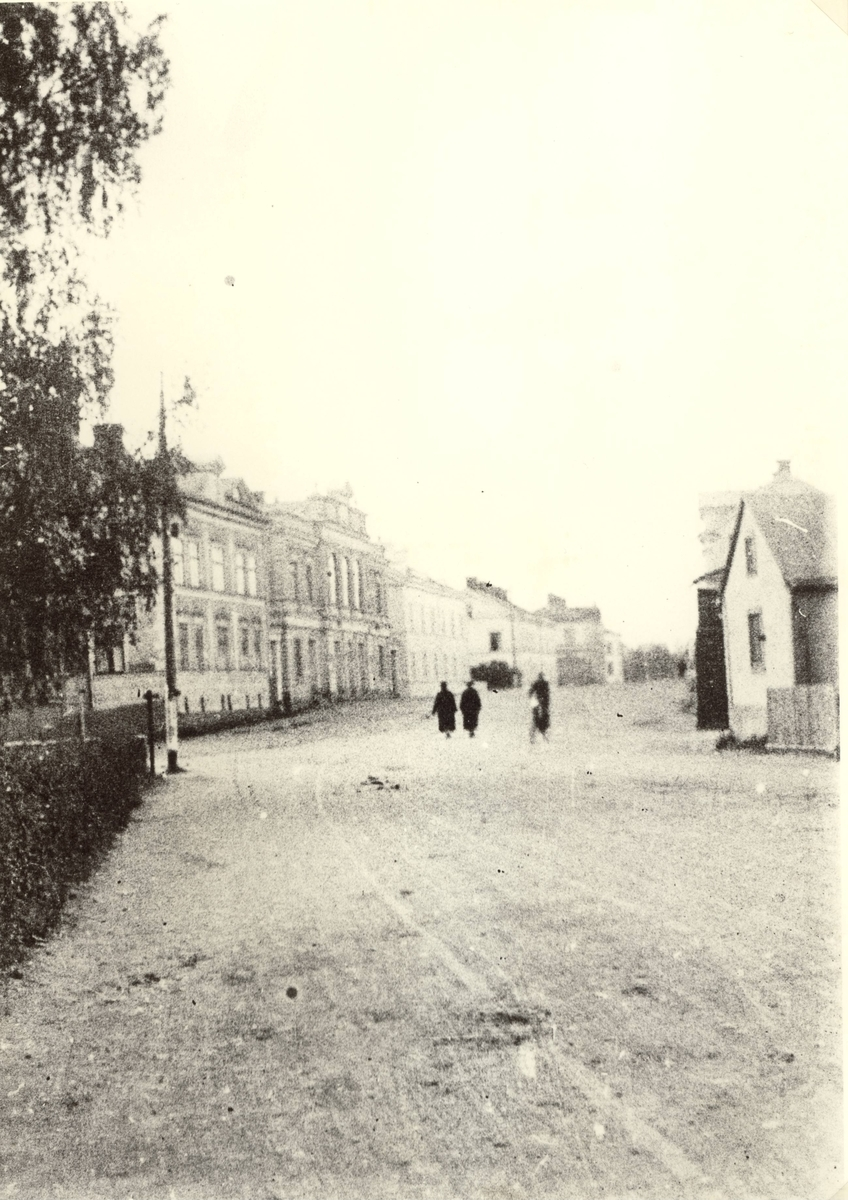
Oskarshamns teater på Södra Långgatan.

Oskarshamns teater var en teaterbyggnad på Södra Långgatan i Oskarshamn. Teatern invigdes 23 september 1904 och blev en populär plats, men underhölls i otillräcklig omfattning och revs därför av ekonomiska skäl i april 1963. Året därpå invigdes den nya teatern, Forum, på samma plats. Den 12 december 1976 invigdes det intilliggande Kulturhuset.